# Oppenheim
Oppenheim é uma cidade da Alemanha localizada no distrito de Mainz-Bingen, estado da Renânia-Palatinado.
É membro e sede do Verbandsgemeinde de Nierstein-Oppenheim.